# Back Bay (Western Australia)
Back Bay ist eine Bucht im an der Nordküste von Cockatoo Island des australischen Bundesstaates Western Australia.
Back Bay ist 520 Meter breit und 210 Meter tief. Die Küstenlänge beträgt 780 Meter. Westlich liegt die Bucht West Bay. Im Osten liegt die Siedlung Cockatoo.